# Шестнадесети корпус на НОВЮ
Шестнадесети корпус на НОВЮ е комунистическа партизанска единица във Вардарска Македония, участвала в така наречената Народоосвободителната войска на Югославия.
Създаден е през първата половина на октомври 1944 година. Включва в състава си Четиридесет и втора македонска дивизия на НОВЮ и Кумановската дивизия на НОВЮ. За първи командир на корпуса е назначен Петър Брайович, а за политически комисар Борис Чушкаров. Корпусът е под непосредственото командване на Главния щаб на НОВ и ПОМ за Македония.
Районът на действие на корпуса е по линията Велес-Скопие-Враня, Тетово-Скопие и Крива Паланка-Страцин-Куманово. Четиридесет и втора дивизия действа край Башино село, Нивичани, Драчево и Зелениково. Между 3 и 4 октомври заедно с шеста македонска ударна бригада от Четиридесет и осма македонска дивизия на НОВЮ участва в прочистването на планината Жеден, Сува гора и Каршияк от балисти. На 9 ноември освобождава Велес, а на 13 ноември заедно с шестнадесета македонска ударна бригада от Кумановската дивизия и с помощта на въоръженото население влиза в Скопие. Кумановската дивизия действа по направленията Куманово-Крива Паланка, Куманова-Враня и Скопие-Качаник.
Първа българска армия съдейства на седемнадесета и осемнадесета македонски бригади от Кумановската дивизия в посока криворечко. Между 11 и 18 октомври 17 бригада успешно отбива немските атаки при Криви камен, Дренък, Орляк, Перест, Страцин. В същото време 18 бригада заедно с втора и трета косовска бригада води битки с немски части и балисти в района на Прешево, Буяновац и направлението Куманово-Враня, докато 16 бригада води битки с немците при Качанишкия пролом. На 11 ноември 1944 година 17 и 18 бригада заедно с части от първа българска армия освобождават Куманово. След окончателното освобождаване на Македония през ноември и декември части от 42 и Кумановската дивизия участват в разоръжаването на балисти при Скопска Църна гора.
На 6 декември 1944 година на основата на наредба от Главния щаб на НОВ и ПОМ корпусът е разформирован до средата на декември. Войниците от Кумановската дивизия преминават в други македонски единици, а 42 дивизия влиза в състава на петнадесети корпус на НОВЮ.